# Montana Grizzlies football
La squadra di football dei Montana Grizzlies rappresenta l'Università del Montana. I Grizzlies competono nella Football Championship Subdivision (FCS) della National Collegiate Athletics Association (NCAA) e nella Big Sky Conference. La squadra è allenata da Bobby Hauck. Gioca le sue gare interne al Washington-Grizzly Stadium di Missoula, Montana, e le sue rivalità principali sono con i Montana State Bobcats, gli Eastern Washington Eagles e gli Idaho Vandals.
I Grizzlies hanno avuto una striscia di 25 stagioni consecutive con più vittorie che sconfitte dal 1986 dal 2011, incluse sette qualificazioni alla finale della NCAA FCS (ex Division I-AA) e due titoli. Al termine della stagione 2023, la stagione 2012 dei Montana Grizzlies è l'unica con più vittorie che sconfitte degli ultimi 37 anni. I Grizzlies detengono i record per qualificazioni ai playoff consecutive (17), titoli della Big Sky Conference consecutivi (12) e qualificazioni totali ai playoff (19). Tali risultati li hanno resi il programma di maggior successo del college football negli anni 2000 (119 vittorie) e il terzo nella FCS negli anni 1990 (93 vittorie). Il 4 settembre 2021, Montana batté a sorpresa i Washington Huskies, numero 20 della FBS all'Husky Stadium a Seattle.

## Conference di appartenenza
Montana è stata sia indipendente che membro di varie conference durante la sua storia.
- Independente (1897–1923)
- Pacific Coast Conference (1924–1949)
- Independente (1950)
- Mountain States Conference (1951–1961)
- Independente (1962)
- Big Sky Conference (1963–present)

## Titoli nazionali
| Anno | Division      | Allenatore | Record | Avversario | Risultato |
| 1995 | Division I-AA | Don Read   | 13–2   | Marshall   | V 22–20   |
| 2001 | Division I-AA | Joe Glenn  | 15–1   | Furman     | V 13–6    |